# トーマス・カニング
トーマス・カニング（Thomas Canning, 1911年12月12日 - 1989年10月4日）は、アメリカの作曲家。

## 略歴
ペンシルベニア州ブルックビル出身。オベリン大学で作曲を学んで1936年に卒業した。その後イーストマン音楽学校でハワード・ハンソンに師事し、1940年に修士号を取得した。そのかたわら1936年から1941年までモーニングサイド大学で教壇に立った。さらに1945年から1946年までペンシルベニア州立インディアナ大学で教壇に立ち、トロント大学を経て、1947年から1963年までイーストマン音楽学校で教鞭をとった。その後ウェストバージニア大学の教授となり、1977年に退職した。
作品には合唱曲、子どものためのオペラ、室内楽曲がある。最も有名な作品は2つの弦楽四重奏群による『ジャスティン・モーガンの讃美歌による幻想曲』である。

## 作品
- クラリネットとピアノのための3つの小品（1942）
- 金管楽器とパーカッションのためのロンド（1953）
- オルガンのためのソナタ（1960）
- ピアノとパーカッションのための変奏曲（1970）